# Егошиха (деревня)

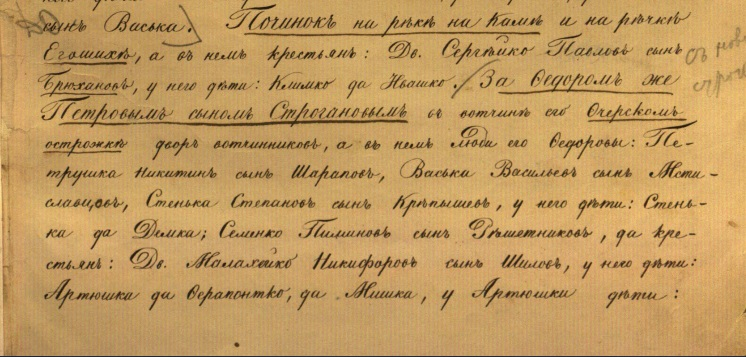
Фрагмент из копии переписной книги Елизарова 1647 года с записью «Починок на реке на Каме…»

Егоши́ха (другие названия: Брюханова, Брюхановка) — поселение на реке Егошихе, существовавшее в XVII—XVIII веках. Известно как старейшее документально зафиксированное поселение на месте основания города Перми. Точное расположение деревни не известно.

## История
Поселение, предшествующее деревне, впервые упоминается в переписной книге воеводы Прокопия Елизарова в 1647 году в двух записях владений представителей рода Строгановых. Вотчина Фёдора Петровича Строганова: «Починок на реке на Каме и на речке Егошихе, а в нём крестьян: двор Сергейко Павлов сын Брюханов, у него дети: Климко да Ивашко»:14. Вотчина Андрея Семёновича и Дмитрия Андреевича Строгановых: «Починок на реке на Каме и на речке Егошихе, а в нём двор Власко Федотов сын Карнаухов». Жители починка были родом из села Верх-Мулинское.
А. А. Дмитриев в своих очерках цитирует пермскую летопись священника Гавриила Сапожникова (1759—1808), где в описании начала строительства в 1723 году Егошихинского завода сказано:

…Прежде же того на этом месте был лес, почти никем не обитаем, в котором тогда нередко укрывались разбойники, которые производили различные грабежи, как плывущим то вниз, то вверх по реке Каме, так и подле оной пешешествующим. А хотя и была деревня однодворка господ Строгановых, называемая Брюшинкиной, но оная отстояла от устья речки Ягошихи более версты, где ныне строится прочное строение казённое:10
Ссылаясь на переписную книгу 1678 года князя Фёдора Бельского, Дмитриев отмечает: «…починок на р. Каме и на р. Егошихе, а в нём дворы: Ивашка Верхоланцев, Демка да Яранко Брюхановы, Ларька Брюханов и Ивашко Брюханов»:14. Однако в переписных книгах князя Фёдора Бельского 1678 года этот починок упоминается следующим образом, причём в двух местах:

Починок на реке на Каме на речке Егошихе а в нём крестьян:
Во дворе Ивашко Аникиев сын Верхоланцов. У него сын Александрик.
Во дворе Ивашко Иванов сын Верхоланцов. У него сын Ларка 8 лет.
Во дворе Демка, да Яранка Ивановы дети Брюхановы. У Демки сын Стенка 2 лет.
Во дворе Ларка Клементьев сын Брюханов. У него дети Борка 4 лет, да Потапко 3 лет, да Ивашко году.

Во дворе Ивашко Сергиев сын Брюханов. У него дети Харка, да Гаврилко, да Мишка 7 лет.

Починок на реке на Каме на речке Егошихе, а в нём крестьян:
Во дворе Карпушка, да Сенка Лазаревы дети Федотовы.
Во дворе Юшко Федоров сын Ведерников. У него дети Алешка, да Анфимко, да Марочко. У Алешки дети Тимошка 9 лет, да Оска 6 лет, да Геранка году. У Анфимка дети Софронко 4 лет, да Никитка 2 лет.
Таким образом, к 1678 году в починке насчитывалось 7 крестьянских дворов, в которых проживало 26 человек мужского пола, — 4 большие крестьянские семьи.

В 3 дворах значились Брюхановы: двоюродные братья Дементий Иванович, Яранка Иванович и Ларион Клементьевич — внуки первопоселенца починка, и их дядя — Иван Сергеевич Брюханов с детьми. Брюхановы составляли почти половину мужского населения починка (11 чел.). Два двора принадлежали Верхоланцевым — Ивану Аникеевичу (отец его Аничка Васильев в 1623 г. жил в Верхних Муллах, дядя Артемий — в починке Шипигузов; в 1647 г. отец и сам Иван жили в д. Артемьевой на Мулянке) и его детям — Александру и Ивану, а также внуку Лариону. Еще два двора занимали братья Карп и Семен Лазаревы Федотовы и Юшко Федоров Ведерников с тремя сыновьями и пятью внуками.
Как указывает Дмитриев, деревня Брюханова официально называлась Егошихой — по речке, «а другое название приняла в народе от старинных своих обитателей Брюхановых»:14. Совпадение названий реки и населённого пункта на ней было обычным в Прикамье того времени. Дмитриев пишет, что 1692 году в отказных книгах на Строгановские вотчины поселение упоминается уже как деревня Егошиха и это название деревня носила до 1723 года:14. Однако точное расположение деревни не известно.
После открытия в окрестностях реки Егошихи месторождений меди, недалеко от её устья в 1723 году были основаны Егошихинский завод (менее чем в версте от деревни:5) и заводской посёлок, давшие начало городу Перми. Часть жителей деревни Егошихи вошла в состав населения заводского посёлка.

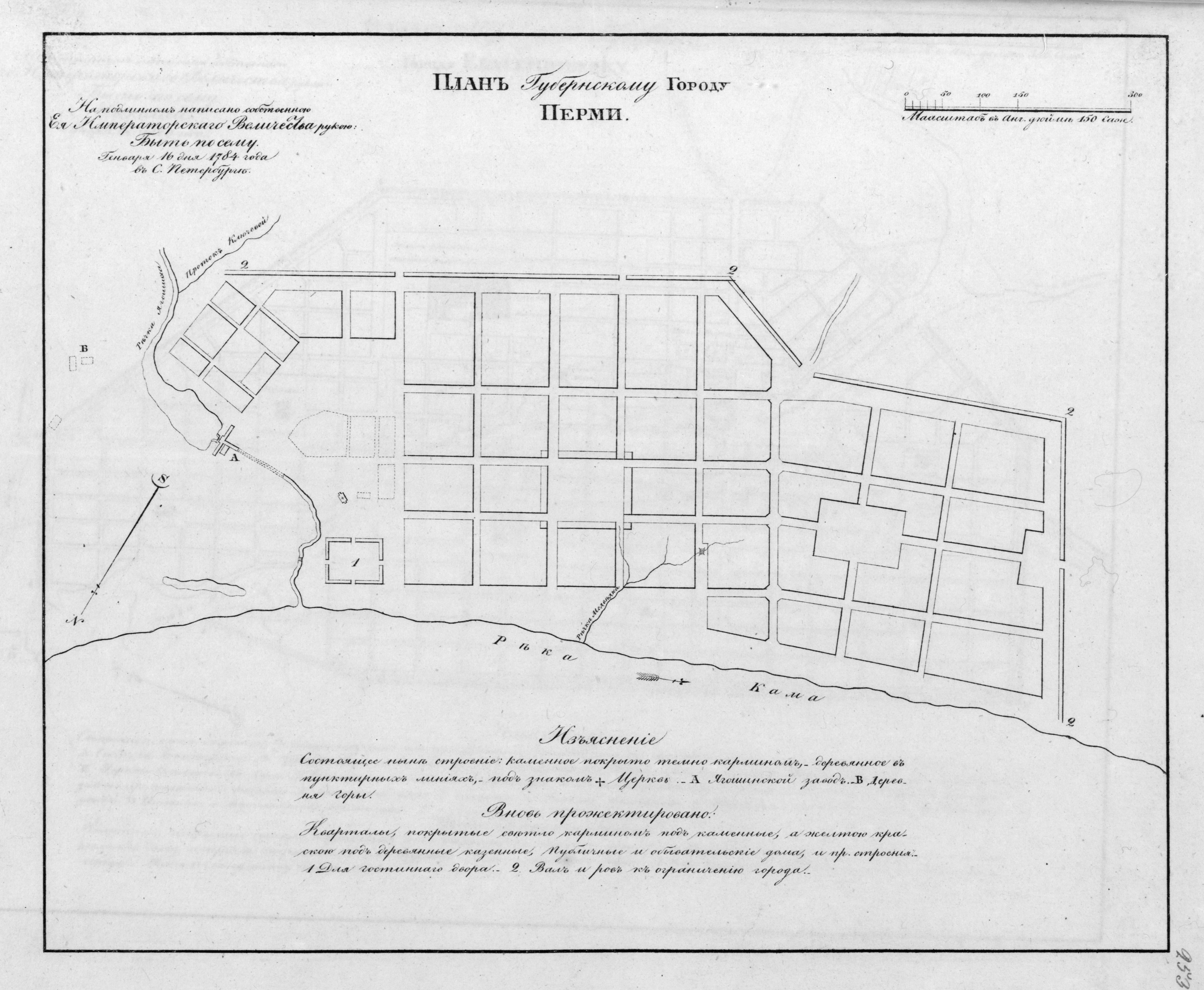
План Перми 1784 года

## Версии расположения
Упомянутая в летописи Сапожникова однодворная деревня могла находиться, например, на левом берегу Егошихи, в восточной части нынешнего микрорайона Разгуляй. Возможно, что поселение (или его часть, или это был второй двор — считается, что починок был двухдворный), располагалось на правом берегу Егошихи. В летописи говорится о «деревне, называемой Горы, которая стоит за речкой Ягошихой от устья её в одной версте с половиной», и о том, что эта деревня существовала ещё до построения Егошихинского завода, до 1723 года:11. На плане Перми 1784 года деревня Горы обозначена за городскими строениями, за речкой Егошихой, примерно напротив места, где в неё впадает «проток Ключевой».
Утверждение, что деревня Брюханова находилась на высоком правом берегу Егошихи — на Красной горе — в районе современной улицы Фрезеровщиков (микрорайон Городские Горки), не соответствует источникам. В описании событий 1882 года Дмитриев отмечает: «За речкой Егошихой, на высокой горе, параллельно р. Каме, постепенно устраивается новое поселение, именуемое народом Горками, соименно с соседней старинной деревней. Жители — городские рабочие и крестьяне».

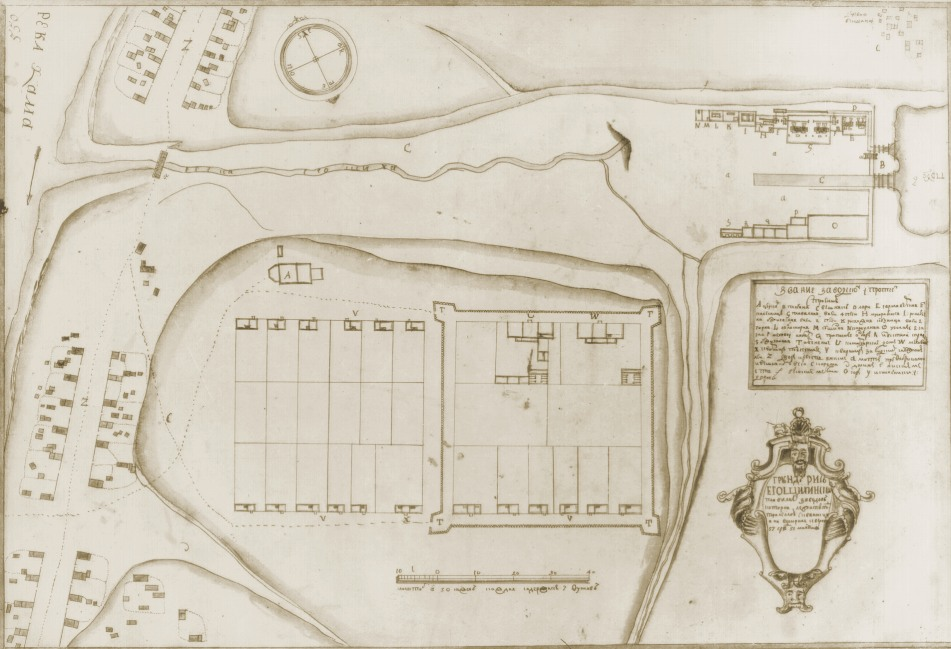
Перспективный план Егошихинского завода из альбома Г. В. де Геннина

Историк-краевед П. А. Корчагин считает, что местоположение деревни Егошиха «можно считать определённым окончательно», в своей книге он пишет:

…на перспективном рисунке Егошихинского завода из «Абрисов…» В. И. де Геннина на правом берегу Егошихи почти напротив заводской плотины показаны несколько дворов, а на плане, дополняющем рисунок, рядом с этими дворами есть подпись «деревня Ягошиха».
В. Н. Трапезников в описании событий 1781 года сообщает, что «первоначально город имел 8 улиц: Береговая, Базарная, Дворянская или Средняя, или Петропавловская, Орловская, Гамалеевская, Глотовская, Пучельникова и Редутская», а о 1792 годе пишет:

По книгам поземельного сбора значатся улицы: Набережная (старое название Береговая), Монастырская, Торговская (Базарная), Петропавловская (прежде Дворянская, она же Средняя), Нагорная (прежде Орловская), Заводская площадь (прежде Гамалеевская), Плоская (прежде Глотовская), Земляная (прежде Пучельникова), Вознесенская (прежде Редутская), Ямская и Кузнечная. За рекой Егошихой была улица Ягошихинская.
Из этого свидетельства исследователь-краевед С. В. Котельников делает вывод, что улица Ягошихинская была расположена на месте бывшей деревни Егошихи, и предполагает, что деревня находилась на правом берегу Егошихи в районе напротив будущего металлического моста в створе Парковой улицы микрорайона Разгуляй.
Вместе с тем на плане Перми 1822 года вдоль северо-западного подножия Красной горы, на побережье Камы и Егошихи — вблизи её устья, обозначены две линии деревянных строений с надписью «деревня Ягошиха, принадлежащая к городу», а также показан мост через Егошиху, ведущий в город. На этом же плане на правом берегу Егошихи (Егошихинского пруда), напротив устья ручья Стикс, показаны две постройки с надписью «высел», находящиеся за границей города, и одна — с надписью «выселок, принадлежащий к городу».